# منعكس القرنية
منعكس القرنية المعروف أيضا باسم منعكس الرمش، هو منعكس يأخذ شكل رمش جفن كلتا العينين بشكل لا إرادي، عند تحفيز قرنية أحد العينين باللمس أو بجسم غريب (كقطعة من القطن) أو إصدار أصوات أعلى من 40-60 ديسيبل..
يحدث المنعكس بمعدل سريع قدره 0.1 ثانية، والغرض منه حماية العينين من الأجسام الغريبة والأضواء الساطعة (يسمى الأخير بالمنعكس البصري).
يُتوسط هذا المنعكس بما يلي:
- يستشعر العصب الأنفي الهدبي (المتفرع من العصب العيني المتفرع من العصب الثلاثي التوائم) الإشارات على سطح القرنية (الألياف الواردة).
- تقوم الفروع الوجنية والصدغية للعصب الوجهي في بدأ الاستجابة الحركية (الألياف الصادرة).
- يقع مركز هذا المنعكس في الجسر الموجود بجذع الدماغ.

قد يقلل استخدام العدسات اللاصقة أو يعيق اختبار هذا المنعكس.
يعتبر فحص منعكس القرنية جزءًا من الفحص العصبي، خاصة عند تقييم حالات الغيبوبة، ويؤدي التلف في أي جزء من مسار منعكس القرنية إلى غياب المنعكس.